# Fisker Coachbuild

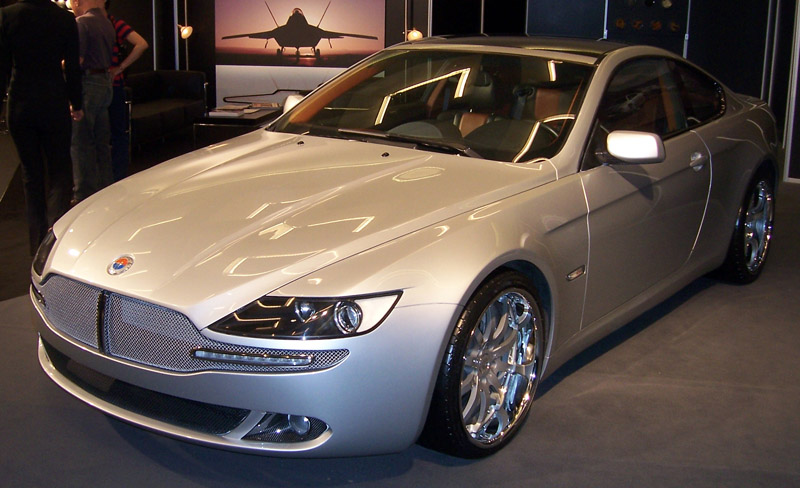
Fisker Latigo CS

Fisker Coachbuild was een Amerikaans designbureau dat werd opgericht in 2005 in Irvine, Californië. Het bedrijf produceerde gepersonaliseerde sportwagens. 
Het bedrijf werd opgericht door Henrik Fisker en Bernard Koehler. Zij presenteerden in september 2005 hun eerste auto's, de Fisker Tramonto en de Fisker Latigo CS. De Tramonto is een op de Mercedes-Benz SL gebaseerde cabriolet. De Latigo CS is een op de BMW 6-serie gebaseerde coupé. Beide wagens werden gelimiteerd tot 150 exemplaren, hoewel van de Tramonto slechts 15 zijn geproduceerd en van de Latigo CS slechts twee.
In 2007 werd een joint venture opgericht tussen Fisker Coachbuild en Quantum Technologies onder de naam Fisker Automotive. De joint venture produceerde enkel plug-in hybride wagens waarvan de eerste in 2008 zijn debuut maakte, de Fisker Karma. Reacties op de Karma waren positief, maar de verkopen stelden teleur en in maart 2013 ging het bedrijf failliet.